# 自活
自活（じかつ）とは人間が親をはじめとした周囲の人間の援助を受けずに生活を成り立たせるということ。主な場合、自活とは子供自身が就職することにより収入を得られるようになり経済的な余裕が生まれると共に親元を離れて生活を始める意味合いとして使われている。正社員になる以前の学生であっても一人暮らしをしておりアルバイトを行うなどして自分で学費と生活費を稼げている状態であるならば自活が出来ていると言える。自身が育った家庭が貧困で親に頼れないために自活しなければ自身の生命を維持できなくなるために自活するようになるという場合は多々ある。フィクションである三匹の子豚のように親が子供の成長を望むがゆえに家から追い出し自活を強制している場合も存在する。